# Paul Delvaux
Pour les articles homonymes, voir Delvaux.
Paul Delvaux, né le 23 septembre 1897 à Antheit (Belgique) et mort le 20 juillet 1994 à Furnes, est un peintre, graveur et illustrateur post-impressionniste, expressionniste puis surréaliste belge.

## Biographie
Subissant l'ascendant d'une mère autoritaire et possessive, Paul Delvaux est élevé dans la crainte du monde féminin[réf. nécessaire].
Il a également subi l'influence de son meilleur ami, éminent artiste peintre lui aussi, Émile Salkin, qui l'a formé au dessin et l'a notamment amené au musée d'histoire naturelle de Bruxelles, où ils ont tous deux dessiné et peint des squelettes.
Durant ses études à l'Académie royale des beaux-arts de Bruxelles, il se forme au dessin avec le peintre symboliste Jean Delville et à la peinture décorative avec Constant Montald. Montald a appris à Delvaux le sens de la composition, l'importance du paysage peint d'après nature, et il l'a initié au nu. L'attirance de Montald pour les sujets mythologiques, son goût pour les grandes toiles lisses se retrouveront plus tard dans les toiles de Delvaux.
Delvaux réalise d'abord des tableaux post-impressionnistes, puis expressionnistes, influencés, notamment, par James Ensor. Son univers favori est la gare de chemin de fer (« Trains du soir »). Cependant, à chacun des changements d'inspiration, Paul Delvaux détruit ses tableaux (1920-1924).

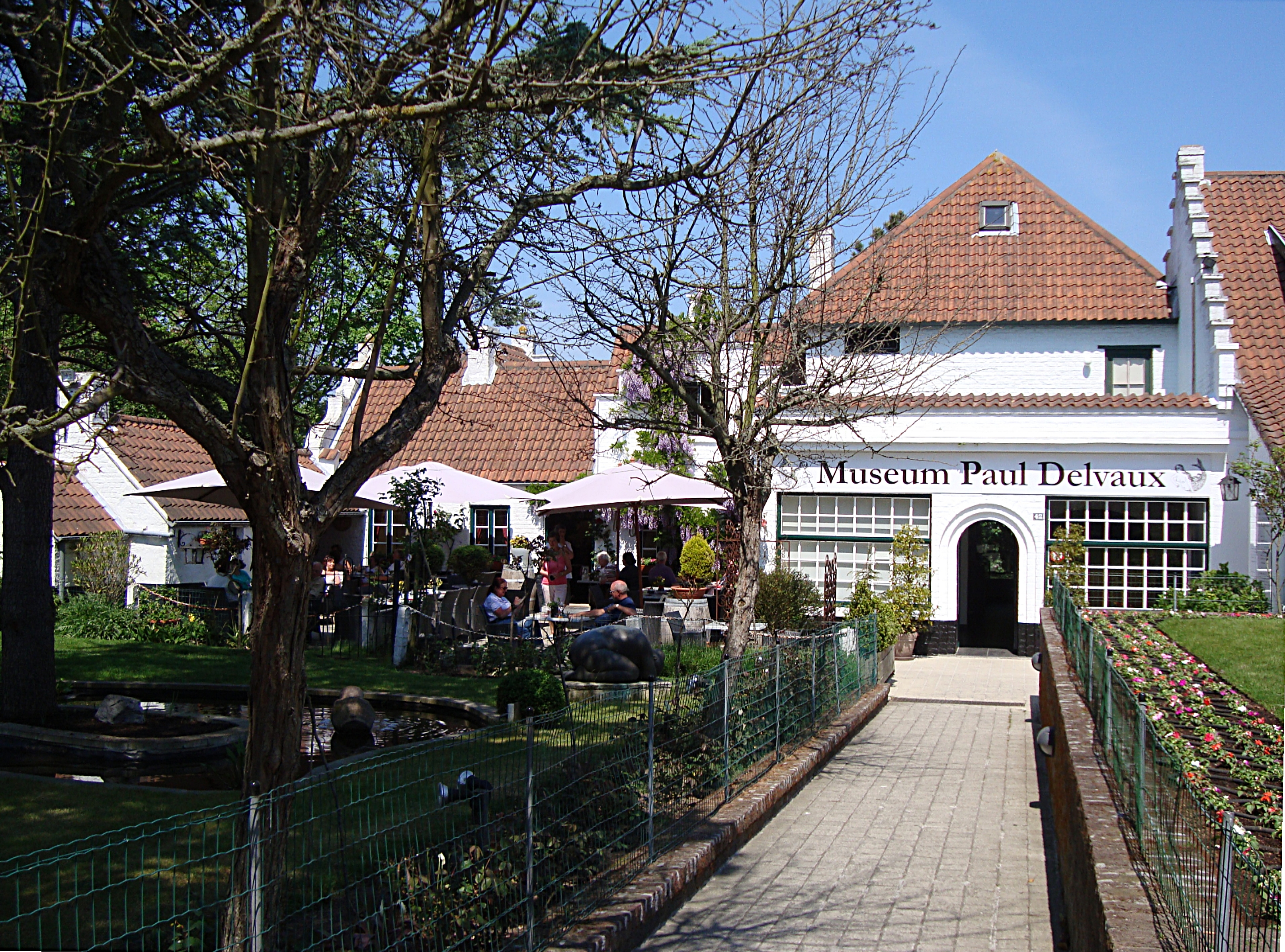
Le Musée Paul Delvaux à Saint-Idesbald en Belgique.

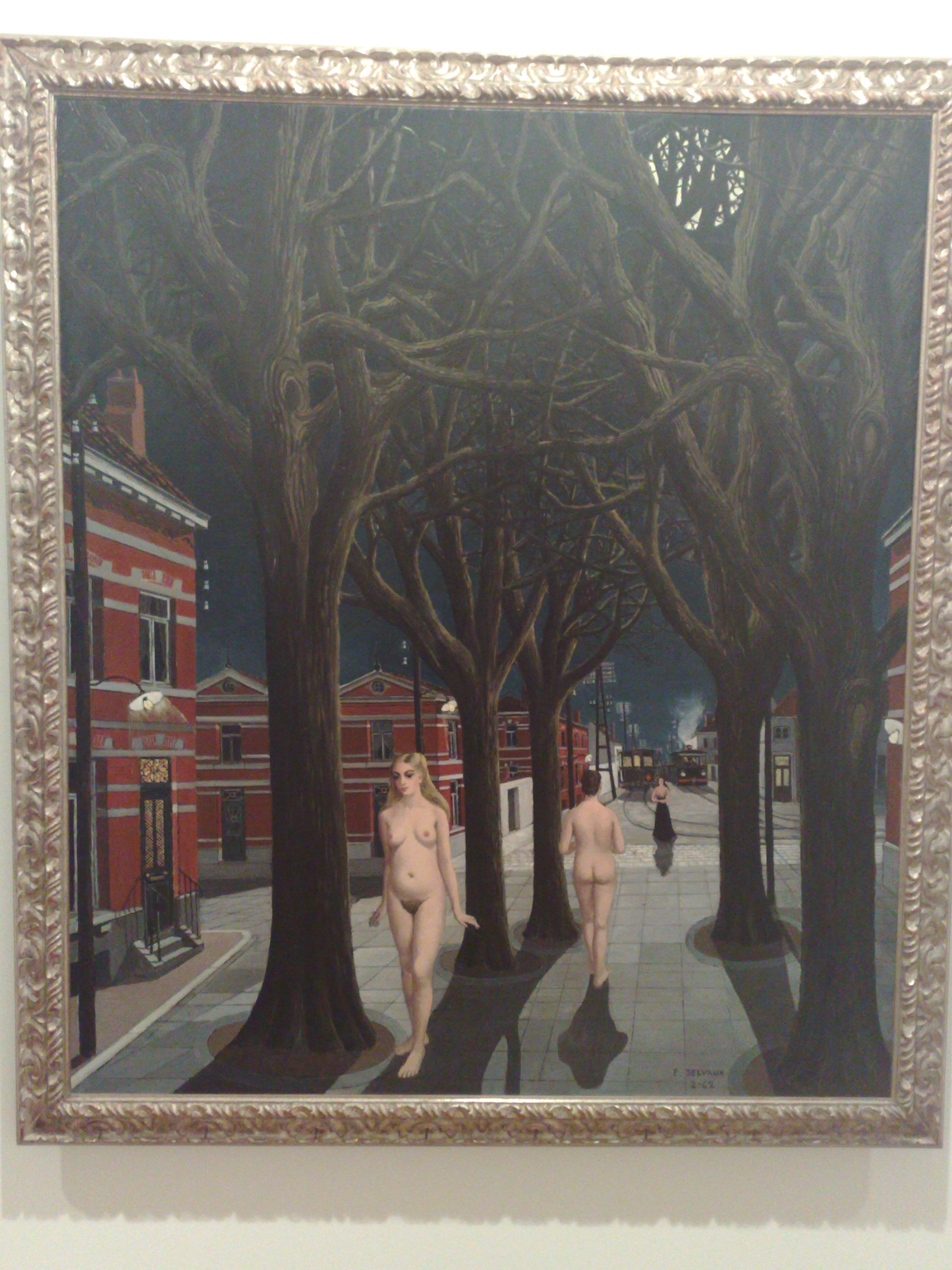
Les Belles de nuit.

Au début des années 1930, Delvaux trouve son inspiration dans ses visites à la Foire du Midi de Bruxelles, où le musée Spitzner, une attraction de curiosités médicales, présentait en devanture des squelettes et une Vénus mécanique dans une embrasure encadrée de rideaux de velours rouge. Ce spectacle a captivé Delvaux, lui fournissant des motifs qui apparaissent tout au long de son travail ultérieur.
C'est en découvrant un tableau de Giorgio De Chirico « Mélancolie et mystère d'une rue », que Delvaux a la "révélation" du surréalisme (1934). Sans jamais adhérer au mouvement, il commence, avec « Femmes en dentelle », une série d'œuvres d'une unité si profonde que n'importe lequel de ses tableaux se reconnaît au premier coup d'œil. On le classe plutôt dans le courant du réalisme magique, avec des artistes à l'univers proche comme Carel Willink ou Balthus.
Il expose ses œuvres à l'exposition des surréalistes de Paris en 1938.
Les thèmes récurrents de l'œuvre de Paul Delvaux se caractérisent par la représentation de femmes nues, d'hommes habillés en costume et des éphèbes dans une attitude hiératique et figée au sein d'un paysage ou d'un milieu urbain tout aussi figé.
Il a peint également de grandes compositions murales comme celles du Casino-Kursaal d'Ostende, du Palais des Congrès de Bruxelles, de l'Institut de Zoologie à Liège. Ou encore, lors de l'exposition universelle de 1958 (l'« Expo 58 »), il réalisa avec ses élèves, La Carte littéraire de Belgique, une œuvre que le Ministre de la Culture Française, Henri-François Van Aal, installa en 1976 dans la salle de lecture des Archives et Musée de la Littérature, au troisième étage de la Bibliothèque royale de Belgique. Depuis 1978, la station Bourse du métro de Bruxelles est également décorée d'une de ses fresques.
Élu correspondant de l'Académie royale de Belgique (Classe des Beaux-Arts), le 5 juillet 1956 ; membre, le 3 juillet 1958.
Paul Delvaux a reçu une faveur nobiliaire du roi des Belges mais il n'y donna pas suite.
Dans le village de Saint-Idesbald, dans la commune flamande de Coxyde, sur la côte belge où il a vécu longuement depuis 1945, on trouve, depuis 1982, un musée privé qui lui est consacré. Attenant à la Fondation Paul Delvaux, fondée de son vivant par l'artiste lui-même, ce musée renferme la plus importante collection au monde de toiles, dessins et estampes de Paul Delvaux.

## Décoration
- Grand officier de l'ordre de Léopold

## Œuvres

### Huiles sur toile, sauf indication contraire
- Vieille Gare du Luxembourg, 1922, huile sur bois, 68 × 79,5 cm, Fondation Paul Delvaux, Saint-Idesbald, Belgique[6]
- Vue de la gare du quartier Léopold, 1922, huile sur bois, 125 × 120 cm, Fondation Paul Delvaux, Saint-Idesbald, Belgique[7]
- Paysage mosan, 1925, huile sur toile, 85 × 100 cm
- Le Couple, 1929, 150 × 135 cm[8],[9]
- Jeunes Filles à la campagne, 1929, 190 × 135 cm[10]
- Les Amies, 1930, 109 × 98 cm[11]
- Jeune Femme, 1931, 100 × 80 cm[8],[9]
- La Dame rose, 1934, 100 × 120 cm[8],[9]
- Femmes et Pierres, 1934, 80 × 100 cm[8],[9]
- Palais en ruines, 1935, 70 × 90 cm
- Le Paravent, 1935, 60 × 80 cm[8],[9]
- Le Miroir, 1936, 120 × 140 cm[8],[9]
- Femme dans une grotte, 1936, 71 × 91,5 cm[8],[9]
- La Fenêtre, 1936, 110 × 100 cm[8],[9]
- La Rose, 1936, 130 × 190 cm[9]
- Les Belles de nuit, 1936, 100 × 100 cm[9]
- Le Cortège des dentelles, 1936, 115 × 158 cm[9]
- Propositions diurnes, 1937, 105 × 130 cm[8],[9]
- La Naissance du jour, 1937, 120,5 × 150,5 cm[8],[9]
- Le Récitant, 1937, 70 × 80 cm[8],[9]
- Les Rubans roses, 1937, 121,5 × 160 cm, au Musée royal des beaux-arts, à Anvers.
- L'Appel de la nuit, 1938, 109,75 × 145 cm[8],[9]
- Les Nymphes des eaux, 1938, 130 × 150 cm[8],[9]
- Le Salut, 1938, 90,5 × 120,5 cm[8],[9]
- La Ville endormie, 1938, 135 × 170 cm[8],[9]
- L’Éveil de la forêt, 1939, 150 × 200 cm[8],[9]
- Nocturnes, 1939, huile sur bois, 94 × 123 cm[8],[9]
- Pygmalion, 1939, huile sur bois, 117 × 147,5 cm[8],[9]
- La Visite, 1939, 100 × 110 cm, collection particulière[12]
- Les Phases de la lune autre titre Les phases de la lune I, 1939, 139,5 × 160 cm
- L'Homme de la rue, 1940, 130 × 150 cm[8],[9]
- L'Entrée de la ville, 1940, 170 × 190 cm[8],[9]
- L'Aube sur la ville, 1940, 175 × 215 cm[8],[9]
- Le Songe, 1941, 110 × 130 cm[8],[9]
- Le Congrès, 1941, 160 × 180 cm[8],[9]
- Les Courtisanes, 1941, 90 × 100 cm[8],[9]
- La Ville inquiète, 1941, 200 × 247 cm[8],[9]
- La Ville antique, 1941, 65 × 100 cm[8],[9]
- Les Phases de la lune 2, 1941, 143 × 175 cm[8],[9]
- Les Phases de la lune 3, 1942, 155 × 175 cm[8],[9]
- Le Village des sirènes, 1942, 105 × 127 cm[8],[9]
- La Prisonnère, 1942, huile sur bois[8],[9]
- Le Musée Spitzner, 1943, 200 × 240 cm[8],[9]
- La Vénus endormie, 1943, 74 × 158 cm[8],[9]
- Les Femmes devant la mer, 1943, 105,5 × 166,5 cm8
- L'Echo, 1943, 105 × 128 cm[8],[9]
- Les Courtisanes, 1943, 122 × 186 cm[8]
- Squelette, 1943, huile et media sur panneau, 85,5 × 58,5 cm[9]
- Squelette à la coquille, 1944, huile sur masonite, 122 × 100 cm[9]
- Le Canapé vert, 1944, 130 × 210 cm
- L'Appel, 1944, 155 × 150 cm[8],[9]
- Squelettes dans un bureau, 1944, 97 × 123 cm[8],[9]
- La Vénus endormie, 1944, 60 × 126 cm[8],[9]
- La Ville lunaire, 1944, 107,5 × 238 cm[8],[9]
- La Visite, 1944, 82 × 102 cm[8],[9]
- Squelette à l'atelier, 1945, 156 × 59,5 cm[8],[9]
- La Belle du couchant, 1945, huile sur bois, 122 × 123 cm[8],[9]
- La Tentation de Saint Antoine, 1945, 114 × 147 cm[8],[9]
- L’Énigme, 1946, huile sur panneau[8]
- Nus à la statue, 1946, 122 × 183 cm[8],[9]
- Pénélope, 1946, huile sur masonite, 120 × 175 cm[8],[9]
- La Ville noire, 1946, 122 × 183 cm[8],[9]
- L'Escalier, 1946, huile sur bois, 122 × 152 cm[8],[9]
- Le Tramway, porte rouge, Éphèse, 1946, huile sur bois, 83 × 68 cm[8],[9]
- Train de nuit, 1947, huile sur bois, 153 × 210 cm[8],[9]
- Les Promeneuses, 1947, 130 × 180 cm[8],[9]
- Les Grandes Sirènes, 1947, huile sur unalite, 203 × 305 cm[8],[9]
- L'Eloge de la mélancolie, 1948, huile sur panneau[8]
- L'Escalier, 1948, huile sur panneau, 146 × 118 cm[8],[9]
- Léda, 1948, huile sur bois, 153 × 95 cm[8],[9]
- La Voix (voie) publique, 1948, huile sur bois, 152,5 × 254 cm[8],[9]
- Le Temple, 1949, huile sur bois, 110 × 143 cm[8],[9]
- La Descente de croix, 1949, huile sur triplex, 180 × 260 cm[8],[9]
- Les Dames aux cerfs-volants, 1950, huile sur bois, 80 × 100 cm[8],[9]
- Olympie, 1950, huile sur bois, 180 × 265 cm[8],[9]
- L'Âge du fer, 1951, huile sur bois, 153 × 241 cm[8],[9]
- Crucifixion, 1951/1952, huile sur bois, 178,5 × 266,5 cm[8],[9]
- L'Hiver, 1952, huile sur verre, 175 × 225 cm[8],[9]
- Le Lustre, 1952, huile sur bois, 120 × 150 cm[8],[9]
- La Mise au tombeau, 1953, huile sur bois, 175 × 300 cm[8],[9]
- L'Annonciation, 1955, huile sur multiplex, 109,5 × 149,5 cm[8],[9]
- Solitude, 1955, huile sur panneau de bois, 99,5 × 124 cm[8],[9]
- Nuit de Noël, 1956, huile sur masonite, 120 × 170 cm[8],[9]
- Orphée, 1956, huile sur panneau, 120 × 170 cm[8],[9]
- La Mise au tombeau, 1957, huile sur bois, 130 × 120 cm[8],[9]
- Ecce Homo, 1957, 270 × 200 cm[8],[9]
- Antinoüs, 1958, huile sur unalite, 122 × 183 cm[8],[9]
- Trains de banlieue, 1958, 151 × 219 cm[8],[9]
- L'École des savants, 1958, 150 × 220 cm[8],[9]
- Petite gare de nuit, 1959, 140 × 170 cm[8],[9]
- La Carte littéraire de Belgique, 1958, 305 × 490 cm7, 8
- La Gare forestière, 1960, 160 × 220 cm, Fondation Paul Delvaux, Saint-Idesbald, Belgique[13]
- La Genèse , 1960, 661 x 1196 cm, peinture murale, Université de Liège, Institut de zoologie[14],[15]
- Le Veilleur 2, 1961, huile sur unalite, 122 × 226,5 cm[8],[9]
- Le Printemps, 1961, 119 × 138 cm[8],[9]
- Petit chemin, 1961, huile sur bois, 122 × 122 cm[8],[9]
- Les Astronomes, 1961, 155 × 255 cm[8],[9]
- Les Demoiselles de Tongres, 1962, 160 × 250 cm, Isy Brachot, Paris/Bruxelles[16]
- Le Veilleur III autre titre Horizons, 1962, 170 × 270 cm[9]
- Le Sabbat, 1962, 160 × 260 cm7, 8
- Toutes les lumières, 1962, 150 × 130 cm[8],[9]
- Douce nuit, 1962, 130 × 185 cm[8],[9]
- Gare le jour, 1963, huile sur unalite, 77 × 53 cm[8],[9]
- Gare la nuit, 1963, huile sur unalite, 77 × 53 cm[8],[9]
- Petite place de la gare, 1963, 110 × 140 cm[8],[9]
- Le Cortège, 1963, huile sur unalite, 122 × 244 cm[8],[9]
- L'Aurore, 1964, huile sur toile, marouflée sur panneau, 122 × 244[8],[9]
- Abandon, 1964, 140 × 160 cm[8],[9]
- La Ville oubliée, 1964, 140 × 180 cm[8],[9]
- La Mer est proche, 1965, 140 × 190 cm[8],[9]
- Les Ombres, 1965, 125 × 231 cm[8],[9]
- Les Vierges sages, 1965, 180 × 280 cm[8],[9]
- L'Acropole, 1966, 150 × 230 cm[8],[9]
- Le Mirage, 1967, 210 × 190 cm[8],[9]
- Chrysis, 1967, 160 × 140 cm[8],[9]
- Le Canapé bleu, 1967, 140 × 180 cm[8],[9]
- Pompéi, 1970, 160 × 260 cm[8],[9]
- Sérénité, 1970, huile sur masonite, 122 × 152 cm[8],[9]
- Le Jardin, 1971, 140 × 190 cm[8],[9]
- Hommage à Jules Verne, 1971, 150 × 210 cm[8],[9]
- L'Office du soir, 1971, huile sur bois, 85 × 125 cm[8],[9]
- Les Vestales, 1972, 140 × 190 cm[9]
- Les Ruines de Sélinonte, 1972/1973, 140 × 220 cm[8],[9]
- Le Rendez-vous d'Éphèse, 1973, 150 × 240 cm[8],[9]
- Le Dialogue, 1974, 150 × 260 cm[8],[9]
- La Robe de mariée, 1976[8]
- Nuit sur la mer, 1976[8]
- Le Tunnel, 1978[8]
- La Pose, 1979[8]
- La Route de Rome, 1979[8]
- La Messagère du soir, 1980[8]
- Hommage à Federico Fellini|Fellini, 1981[8]
- Les Dioscures, 1982[8]
- La Rue, 1982[8]

## Hommages
- Avenue Paul Delvaux à Ottignies.
- Rue Paul Delvaux à Liège.
- Clos Paul Delvaux à Mouscron.

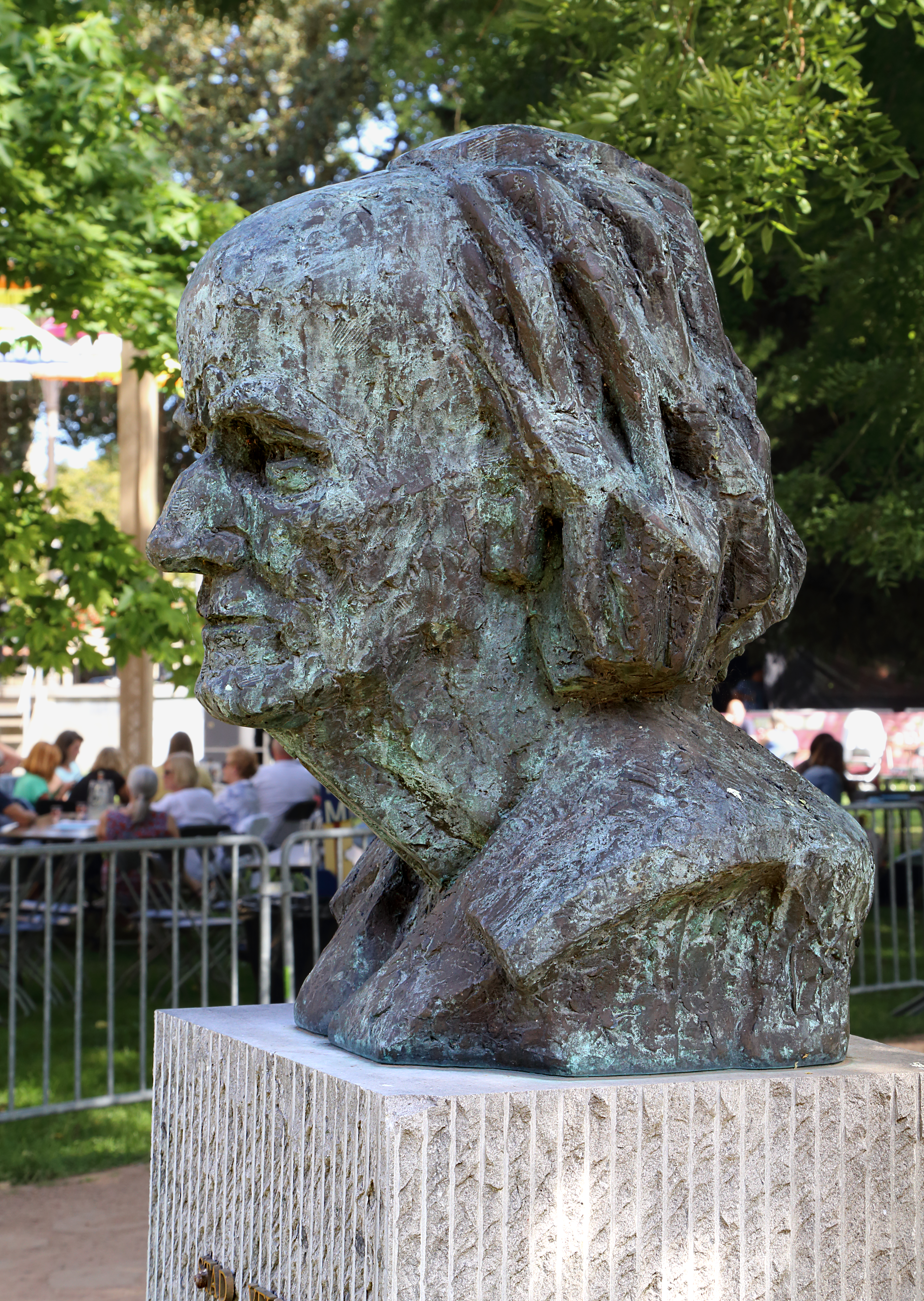
Statue en hommage à l'artiste à Furnes.

- Athénée royal Paul Delvaux à Ottignies-Louvain-la-Neuve.
- L'Athénée royal de Saint-Gilles (où il fut élève) portait son nom avant 1996 (et sa fusion avec l'Athénée royal de Forest).
- Maison de repos 'Paul Delvaux' à Watermael-Boitsfort.
- L'Espace Delvaux à Watermael-Boitsfort.
- En 2012, une pièce de collection de 10 euros est frappée par la Monnaie royale de Belgique pour célébrer le 30e anniversaire du Musée Delvaux.